# Siňaja (přítok Leny)
Siňaja (rusky Синяя, jakutsky Сиинэ) je řeka v Jakutské republice v Rusku. Je 597 km dlouhá. Povodí má rozlohu 30 900 km².

## Průběh toku
Pramení na Lenské planině. Ústí zleva do Leny.

## Vodní režim
Zdroj vody je převážně sněhový. Průměrný roční průtok vody ve vzdálenosti 38 km od ústí činí 40,6 m³/s. Zamrzá v říjnu a rozmrzá v květnu. Až do dna promrzá na 50 až 80 dní.